# Ingap
La INGAP, acronimo di Industria Nazionale Giocattoli Automatici Padova è stata una azienda di giocattoli italiana fondata nel 1919 e attiva sino al 1972.

## Storia

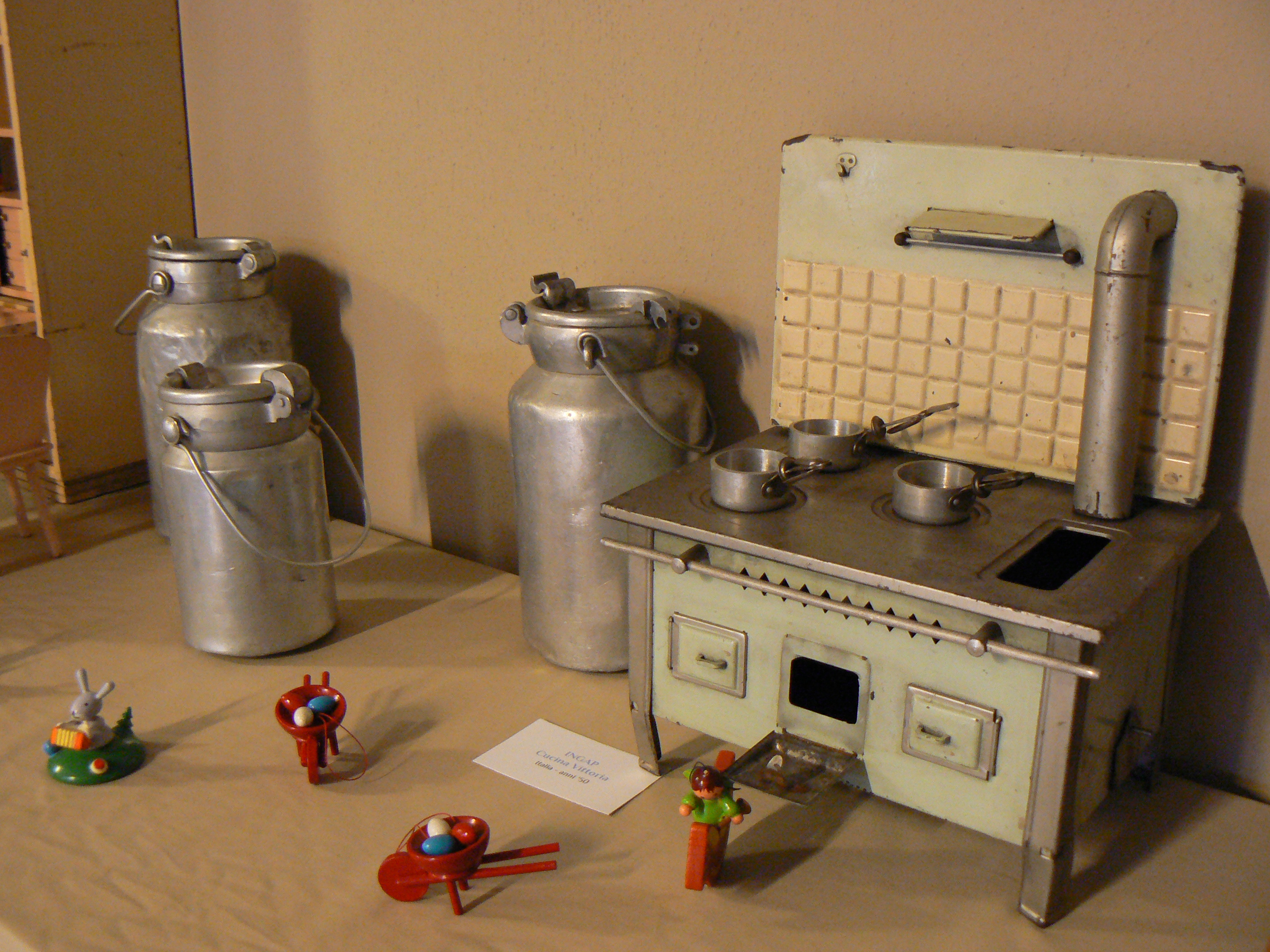
"Cucina valdostana", modello degli anni Cinquanta.

Venne fondata da Tullio Anselmi e, nel periodo di maggiore espansione, raggiunse i 600 dipendenti nel 1938. La produzione spaziava dai giocattoli in latta iniziali, ai telefoni intercomunicanti, alle automobiline radiocomandate ed altri giochi ad alta tecnologia con progettazione e costruzione degli stampi nella sua attrezzatissima officina, da personale altamente specializzato. Il catalogo allora contava 400 modelli. Tra gli altri vi era anche una ferrovia completa di binari e alcuni accessori, con treni sia elettrici che a batteria.
Nel 1951, prima dei giapponesi, Antonio Vicentini ha progettato l'auto  radiocomandata, usando come ricevitore d'impulso, il coherer.
Il coherer era un tubetto in plastica all'interno del quale veniva inserita della limatura metallica estremamente fine, fra due elettrodi in argento. La resistenza di questa limatura fra i contatti, in condizioni normali, è molto elevata, quindi la conducibilità elettrica risulta praticamente nulla. Questa resistenza si abbassa bruscamente o svanisce completamente quando il coherer è investito da un'onda elettromagnetica, quindi nel circuito si ha un notevole aumento o una completa conducibilità della corrente che rivela il segnale.
Lo stesso Guglielmo Marconi utilizzò il coherer per fare suonare il suo famoso campanello . Un unico motorino elettrico, sempre di produzione INGAP, serviva alla propulsione e a far compiere all'auto tutti i movimenti, comandato dal trasmettitore, rappresentato da un generatore di una scintilla elettrica.
Nel 1964 per la INGAP comincia il declino, culminato nel 1972, quando viene assorbita dalla Eurotoys.